# Iquiré

Ikire é uma cidade do estado de Osun, na Nigéria. Sua população é estimada em 261.232 habitantes.